# Palazzina Reale delle Cascine

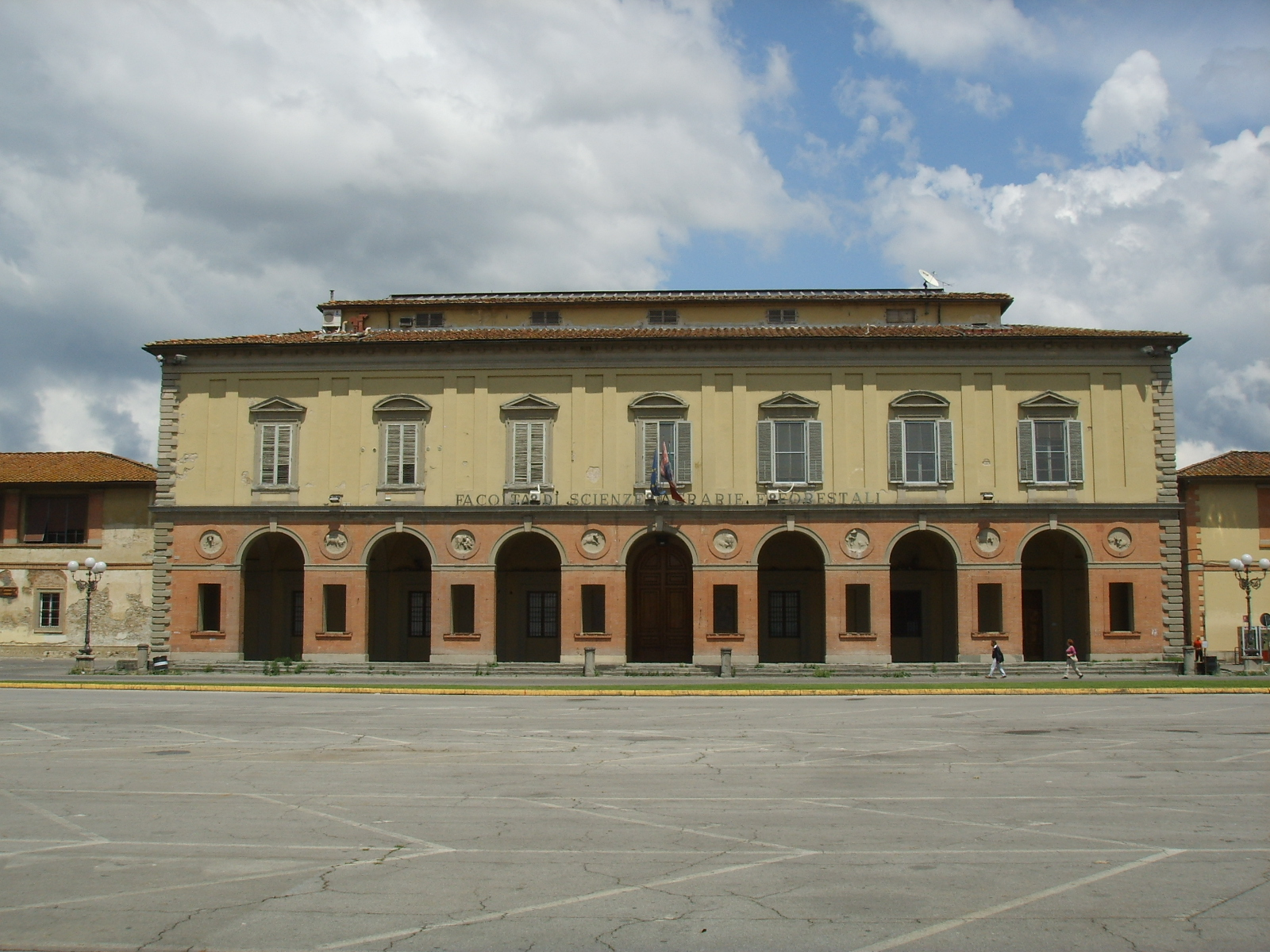
Fachada da Palazzina Reale delle Cascine.

A Palazzina Reale delle Cascine é um palácio de Florença que se encontra no Piazzale delle Cascine.

## História

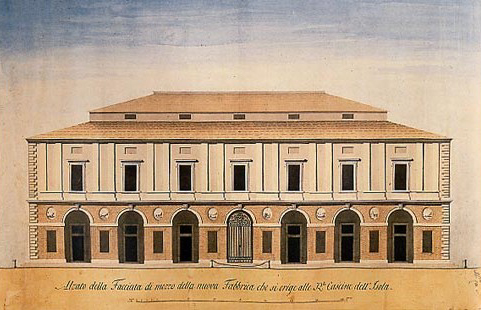
Giuseppe Manetti, projecto definitivo para a Palazzina Reale delle Cascine, 1787 (em relação ao edifício actual, as janelas têm tímpanos no lugar das arquitraves).

O Grão-duque Pedro Leopoldo de Lorena, depois de ter desejado a transformação das Cascine medicee em parque público, cerca de 1765, quis dar um sinal da sua própria presença mandando realizar um nova Fattoria Granducale (Fazenda Grã-ducal), ao centro da qual mandou projectar um Casino residencial ao arquitecto Gaspare Maria Paoletti, a quem sucedeu quase de seguida o então jovem aluno Giuseppe Manetti (1785).
Colocada no centro ideal do parque, a Palazzina surge no lugar de três edifícios residenciais com anexos agrícolas e foi projectada de modo a representar a cultura estética mais avançada de então.
Os trabalhos iniciaram-se em 1787 e o projecto inspirou-se inicialmente nas villas palladianas para depois se definir em soluções mais tipicamente neoclássico, com uma dupla função de residência "Real" (o Grão-ducado da Toscânia gozava de Tratamento Régio desde os tempos do Grão-duque Cosme III de Médici) e de centro da fazenda agrícola modelo, pela organização racionalmente moderna.
Em 1791, o edifício foi terminado, mas Pedro Leopoldo não teve tempo para vê-lo porque entretanto tinha subido ao trono imperial de Viena, depois da morte do seu irmão José. Assim, a inauguração foi oficializada sob Fernando III de Lorena.
Também a rede viária em torno do palácio foi reorganizada por iniciativa do arquitecto Giuseppe Cacialli, regularizando o anterior sistema de caminhos e áreas verdes.

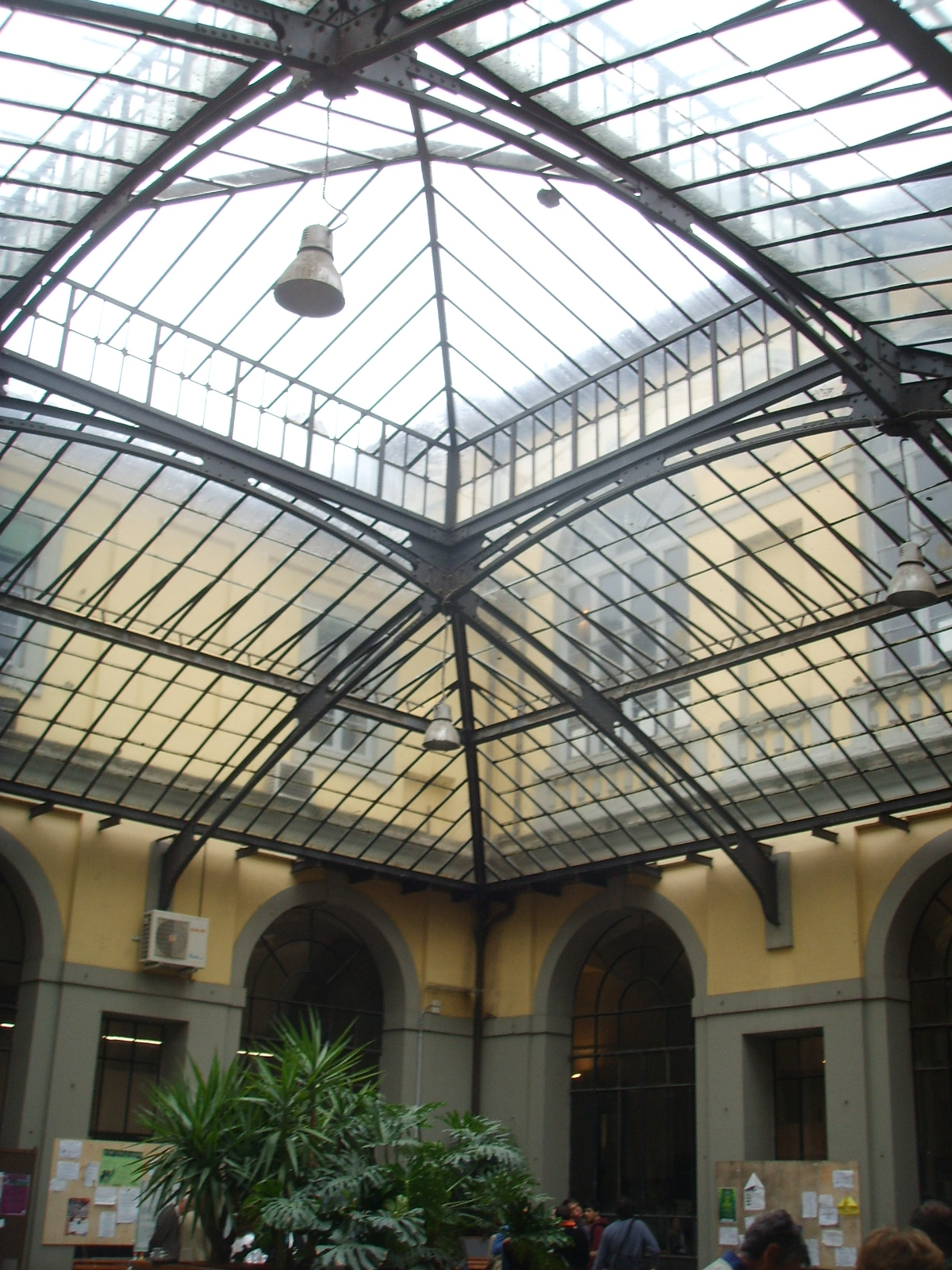
Cobertura de vidro e ferro no pátio do palácio.

No século XIX esteve hospedada no palácio a Direzione della tenuta delle Cascine e dei Pubblici Passeggi (Direcção da propriedade das Cascine e dos Públicos Passeios) e uma parte foi arrendada ao ítalo-inglês Giacomo Thompson que, a expensas próprias, mandou construir no pátio, por trás do edifício, uma moderna cobertura em ferro e vidro para acolher o salão principal do Caffé Ristorante Doney por ele fundado. 
Com o passar do tempo, a estes usos também se juntaram, no palácio e junto dos edifícios satélites, gabinetes para a gestão do parque, a Escola Agrária Feminina (1906), a Comissão para a Instrução Agrícola Colonial (1908) e as escolas do Instituto Florestal (1912): estas últimas, trasferidas para Vallombrosa, tornaram-se no núcleo do Instituto Superior Florestal, que em 1936 foi transformado na Faculdade de Ciências Agrárias e Florestais da Universidade de Florença que ainda tem sede na Palazzina Reale delle Cascine.

## Arquitectura

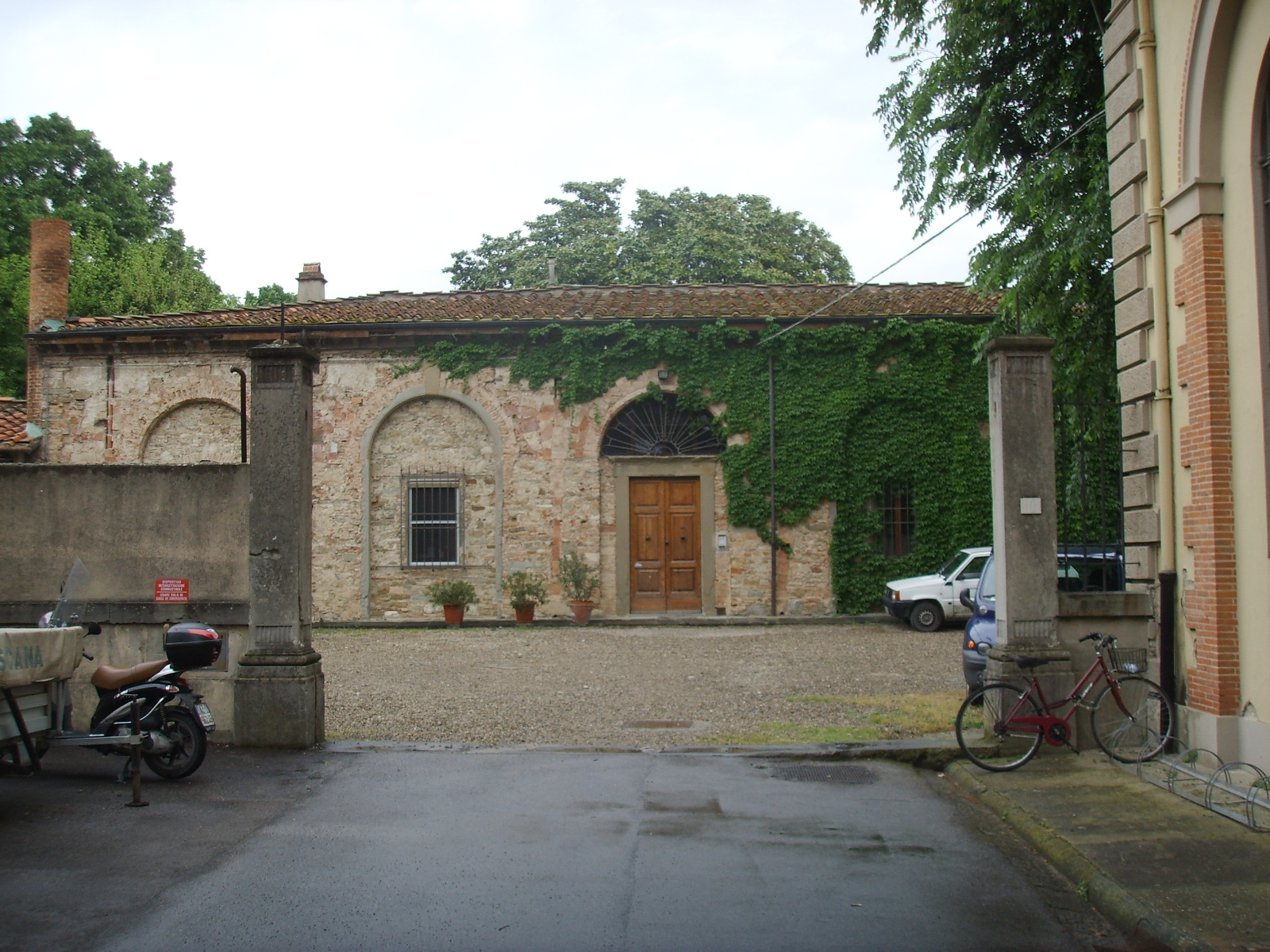
Edifício rural satélite.

A fachada do edifício domina o Piazzale delle Cascine, cenograficamente implantado num grande espaço ligado ao Piazzale Kennedy (no Arno) por um sistema quadrangular de canteiros com o grande tanque duma fonte ao centro.
O edifício desenvolve-se em dois pisos principais. No piso térreo, um pórtivo com tijolos à vista filtra a passagem do exterior para o interior. As maciças pilastras são aligeiradas por aberturas rectangulares e por medalhões, nos quais estão esculpidas em baixo relevo algumas actividades ligadas à criação dos bovinos.
No piso superior, em correspondência com cada um dos sete arcos do pórtico, anbrem-se sete janelas timpanadas, enquadradas por lesenas emparelhadas. 
Algumas salas do primeiro andar apresentam afrescos com temas mitológicos, como a Sala Pompeiana (afrescada por Giuseppe Sorbolini em 1789), a Sala delle Feste (decorada por Luigi Molinelli), a Sala di Flora, a Sala di Bacco e a Galleria (decoradas por Gaetano Bucci e Giuseppe Castagnoli).
As duas construções laterais estavam originalmente destinadas a estábulos (nos pisos inferiores) e a palheiros (os superiores). Nas traseiras encontravam-se, por outro lado, as habitações dos camponeses.

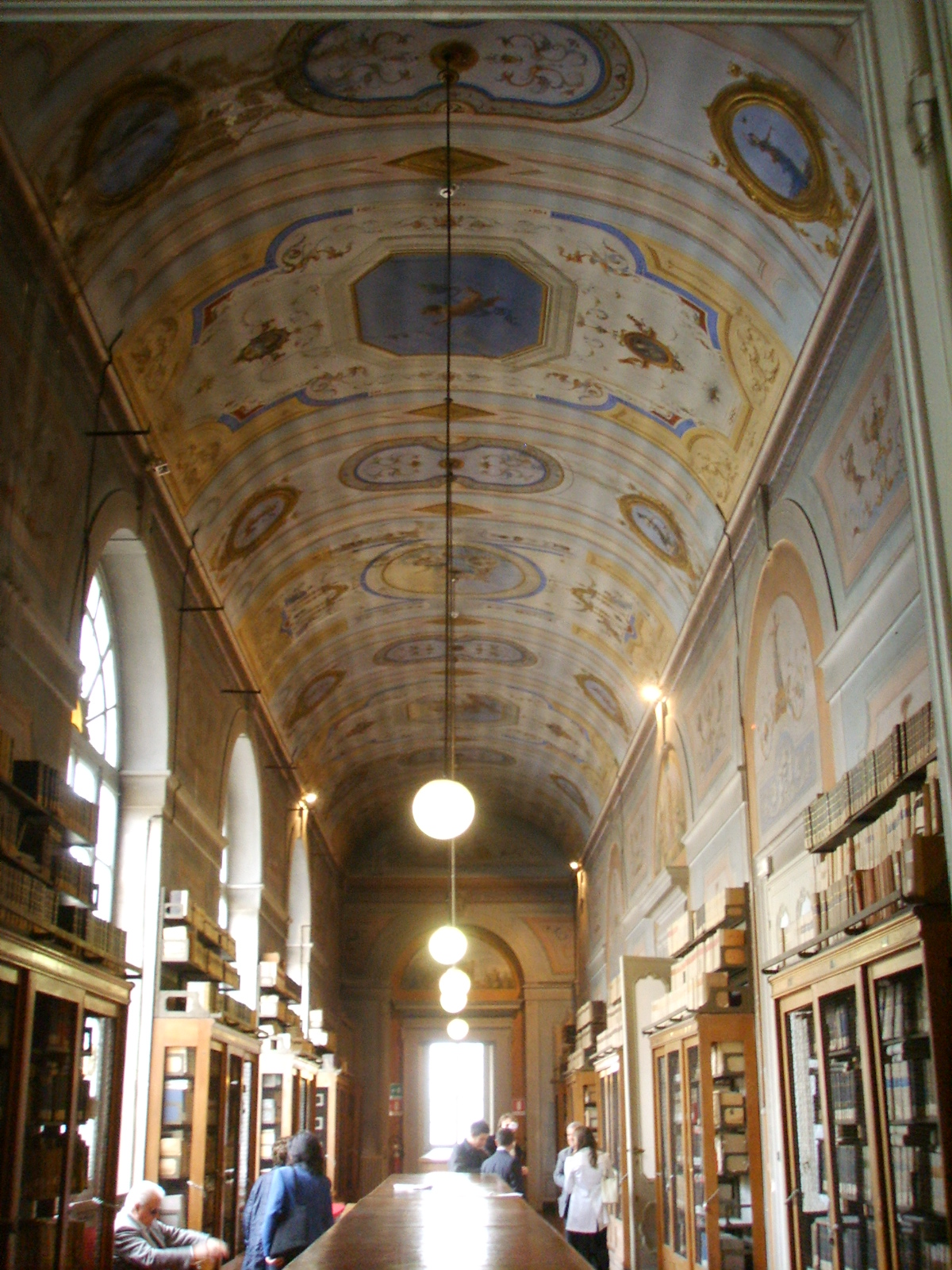
Galeria no primeiro andar
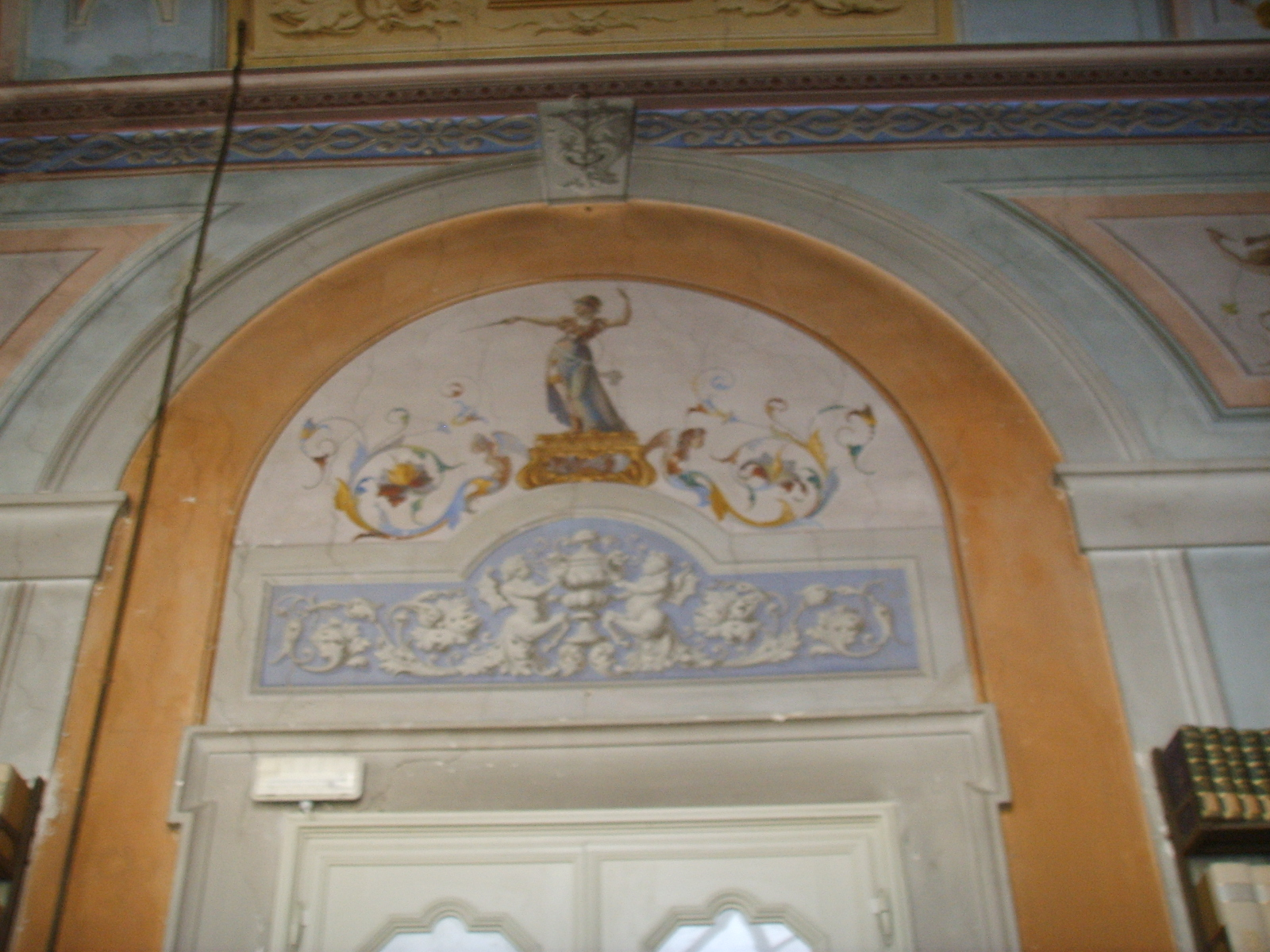
Detalhe da Galeria no primeiro andar
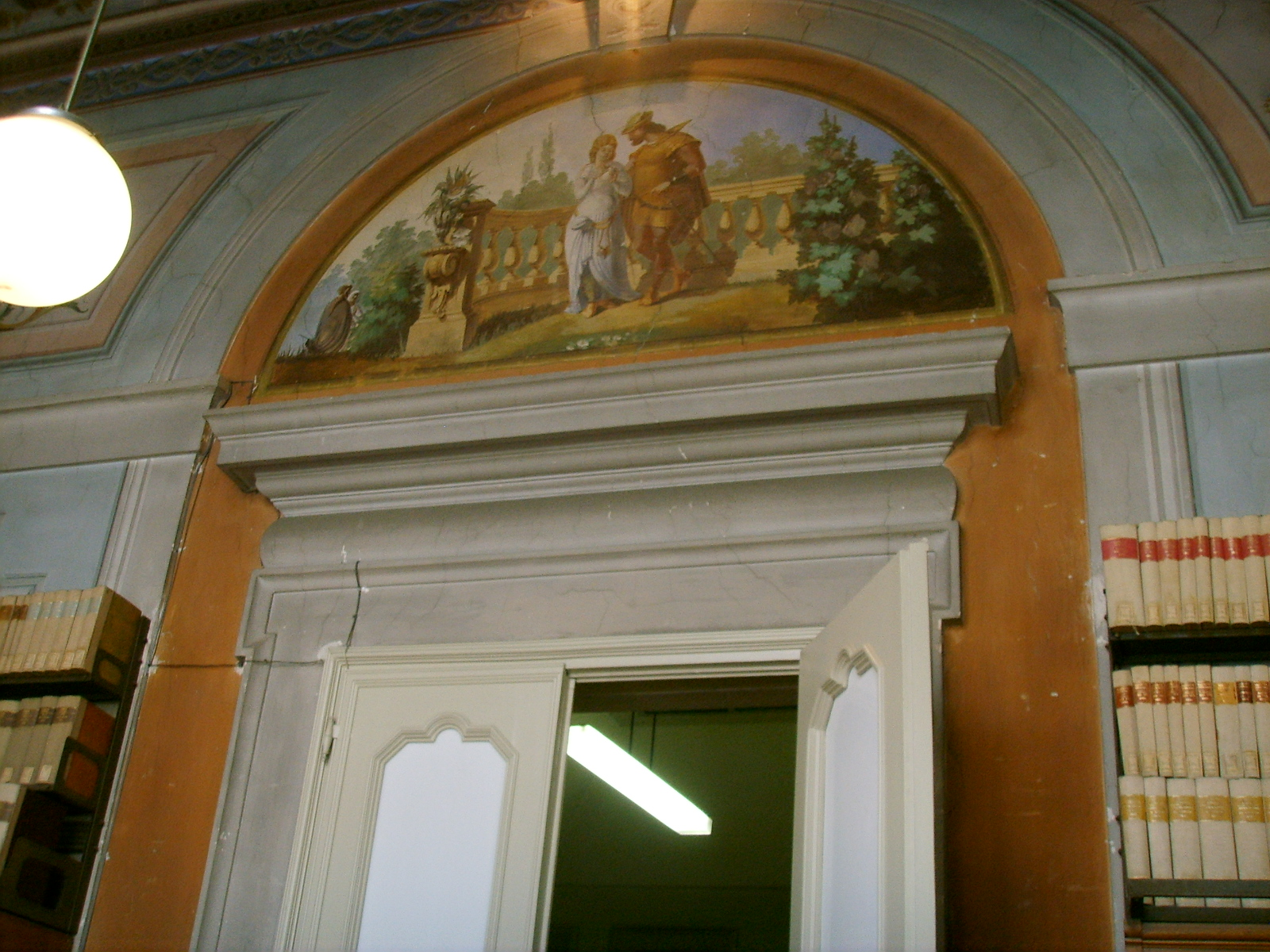
Detalhe da Galeria no primeiro andar
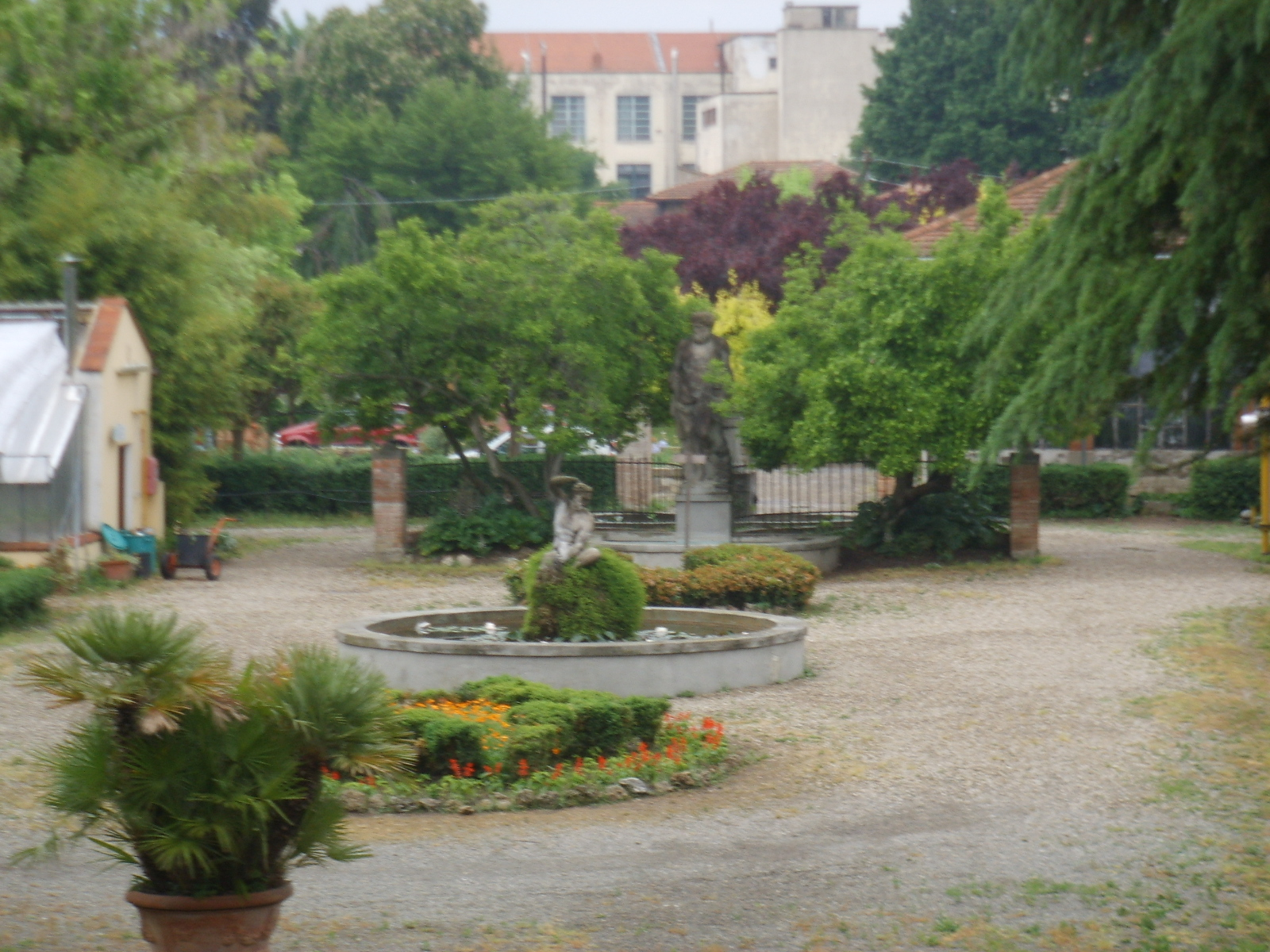
Jardim nas traseiras
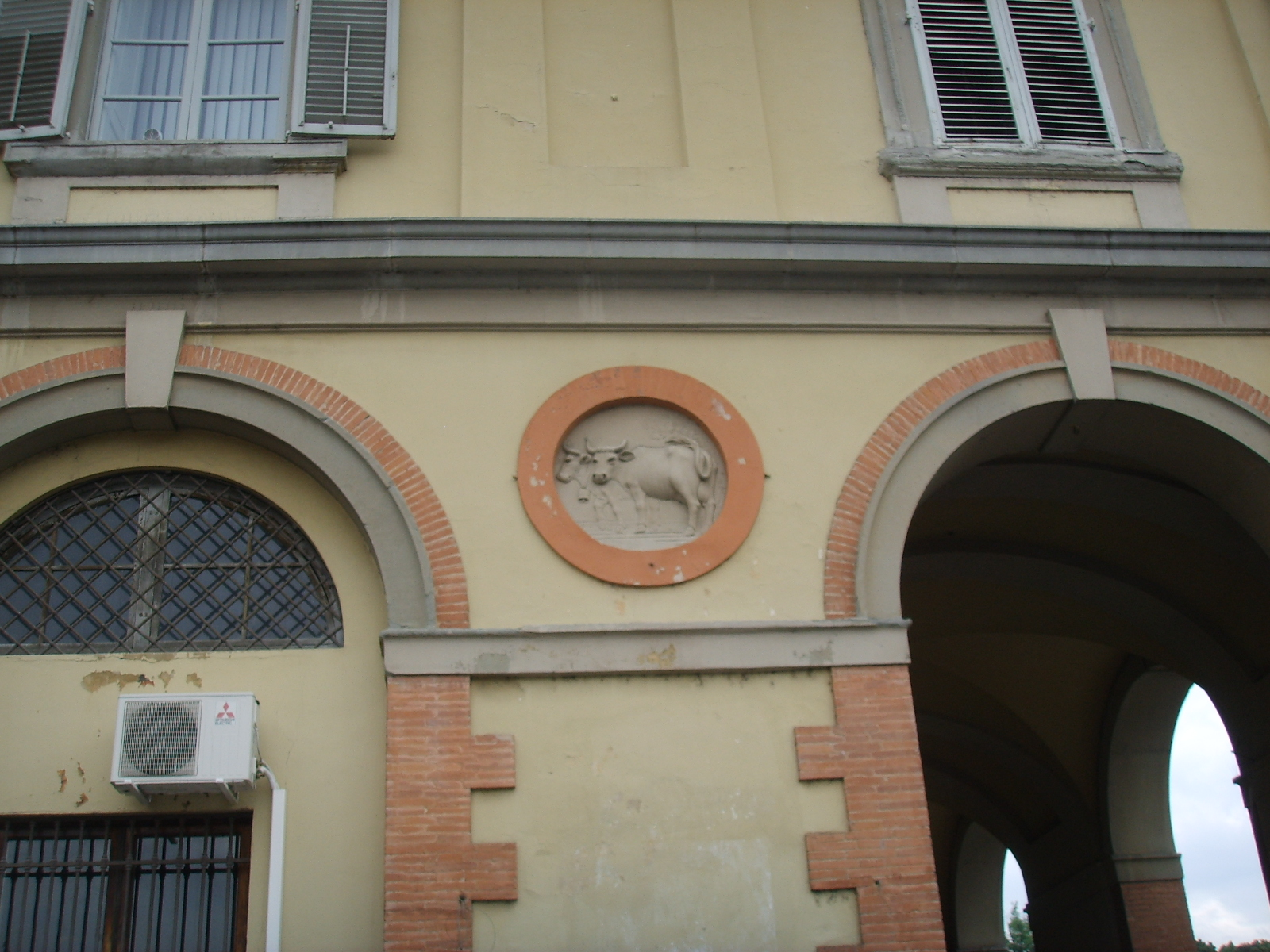
Detalhe da fachada
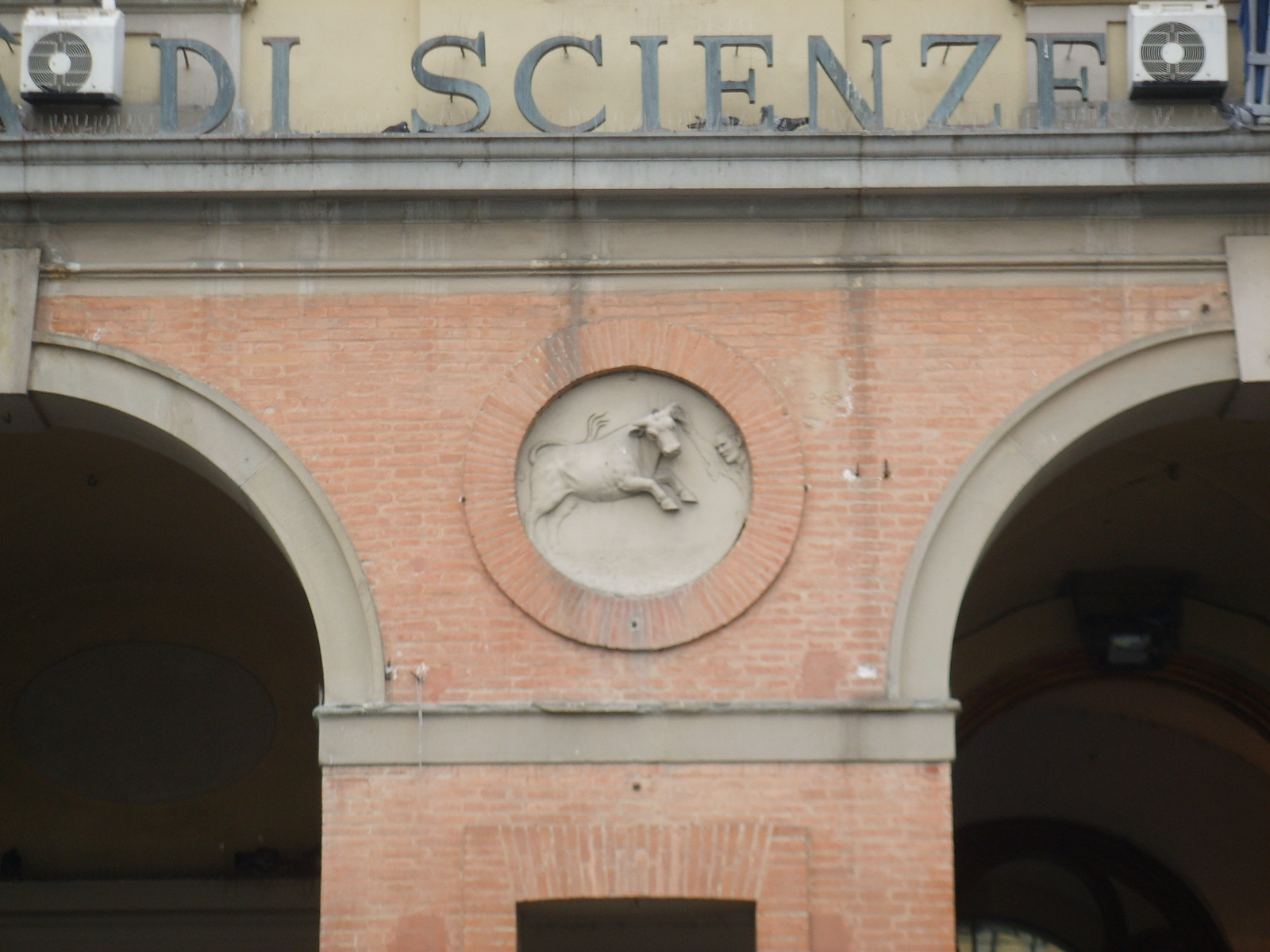
Medalhão